# Cnemaspis chanthaburiensis
Cnemaspis chanthaburiensis är en ödleart som beskrevs av  Bauer och DAS 1998. Cnemaspis chanthaburiensis ingår i släktet Cnemaspis och familjen geckoödlor. Inga underarter finns listade i Catalogue of Life.